# Sedia monoblocco
La sedia monoblocco è un tipo di sedia estremamente diffusa, molto leggera ed impermeabile, realizzata in polipropilene.

## Storia
Basata sul progetto originario del designer canadese Douglas Colborne Simpson del 1946, varianti di questa sedia in unico blocco di plastica furono messe in produzione dai gruppi Allibert e Grosfillex negli anni 1970. Alcune fonti indicano l'ingegnere Henry Massonnet di Nurieux-Volognat, quale ideatore della monoblocco con il suo prototipo Fauteuil 30 del 1972. Un'altra fonte di ispirazione potrebbe essere stato il prototipo Chair Universal 4867 di Joe Cesare Colombo del 1965, ma nessun brevetto fu depositato per la sedia monoblocco.

## Descrizione
La sua principale caratteristica è la foggiatura in un unico blocco, evitando così l'assemblaggio di più pezzi ad incastro o tenuti fermi da chiodi o brocchette, come avviene per le comuni sedie in legno.
La sua impermeabilità e resistenza agli agenti atmosferici l'ha resa una tipica sedia esterni, da giardino oppure adoperata sugli spazi antistanti luoghi pubblici come bar o pizzerie.
Per la realizzazione di una sedia monoblocco ci si serve di un processo industriale chiamato estrusione.

## Diffusione
Dagli anni 1970 milioni di esemplari sono realizzati ogni anno in tutto il globo, a tal punto da poterla considerare la sedia di design industriale più diffusa in assoluto,
con circa un miliardo di monoblocco vendute solo in Europa. Solo un produttore italiano ne fabbrica circa 10 milioni all'anno. 
a tal punto che sociologi o da altri esperti di media come Ethan Zuckerman la descrivono come essere stata in grado di aver raggiunto l'ubiquità.
L'economia della produzione e la leggerezza, che tanto hanno contribuito alla diffusione, hanno anche provocato critiche. Nella città di Basilea furono bandite dal 2008 al 2017 per preservare il decoro del contesto cittadino.

## Galleria d'immagini

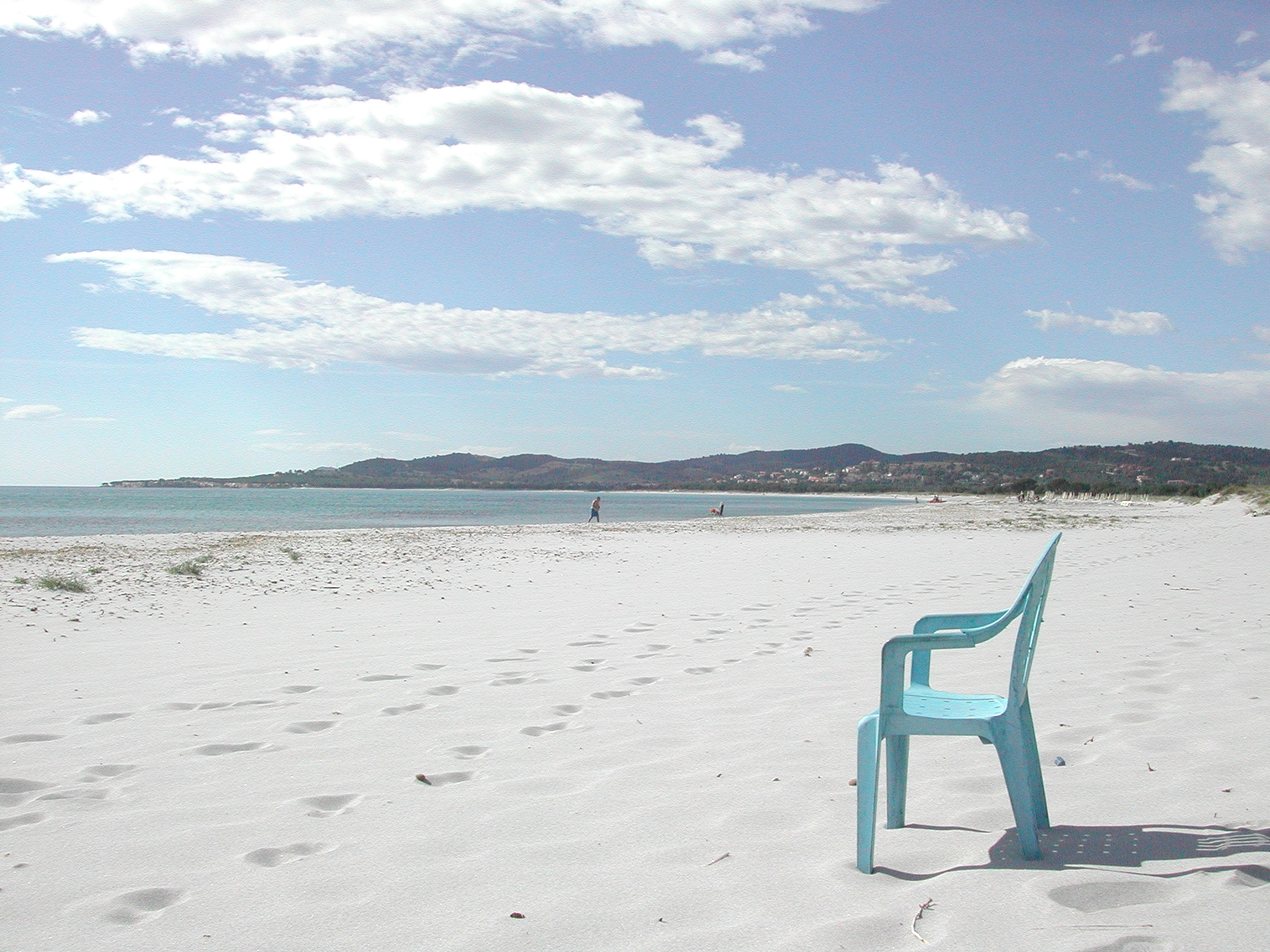
Monoblocco utilizzata su una spiaggia, per la sua resistenza agli agenti atmosferici
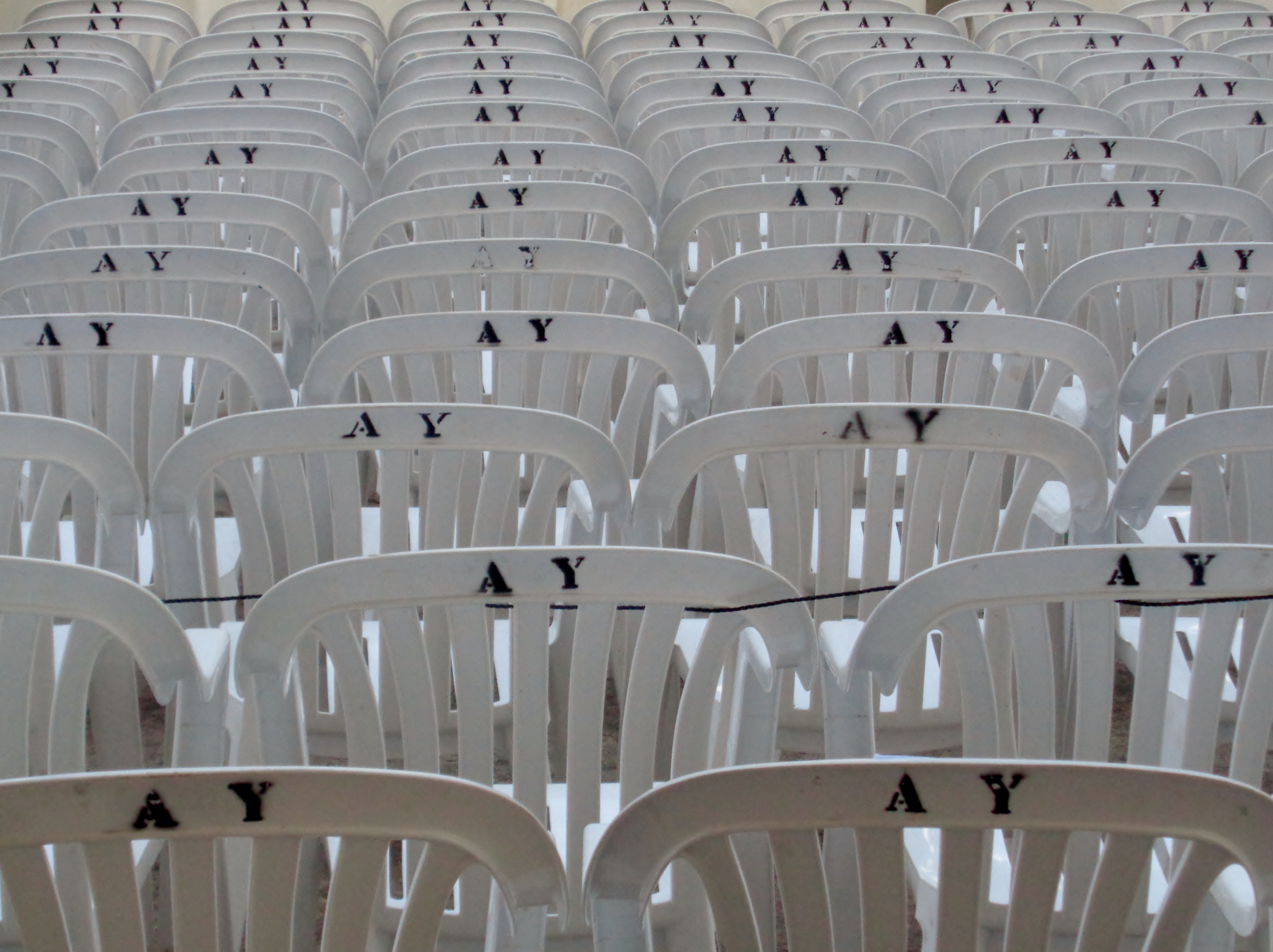
Monoblocco utilizzate per dar da sedere ad una folla estesa
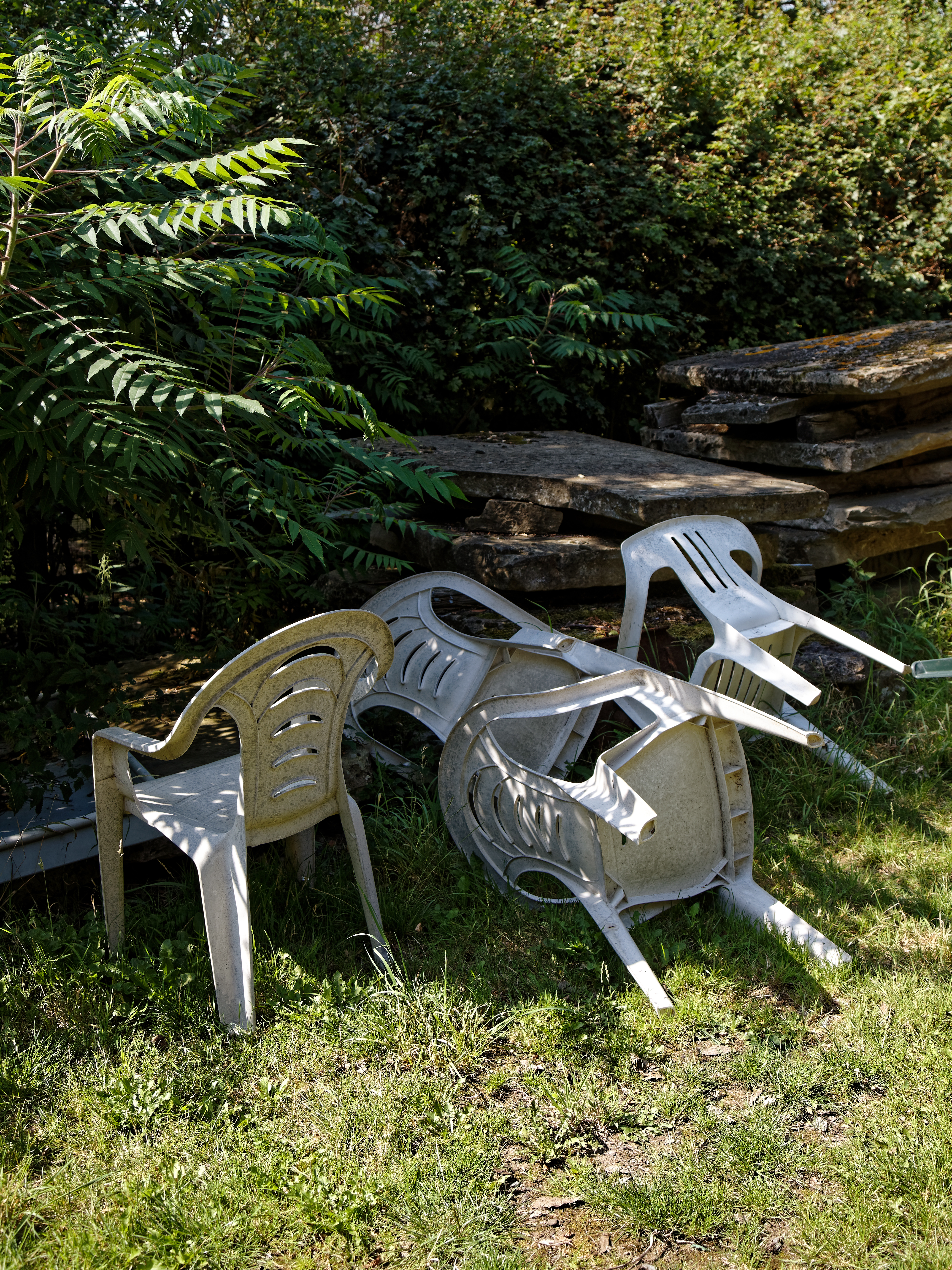
Monoblocco abbandonate
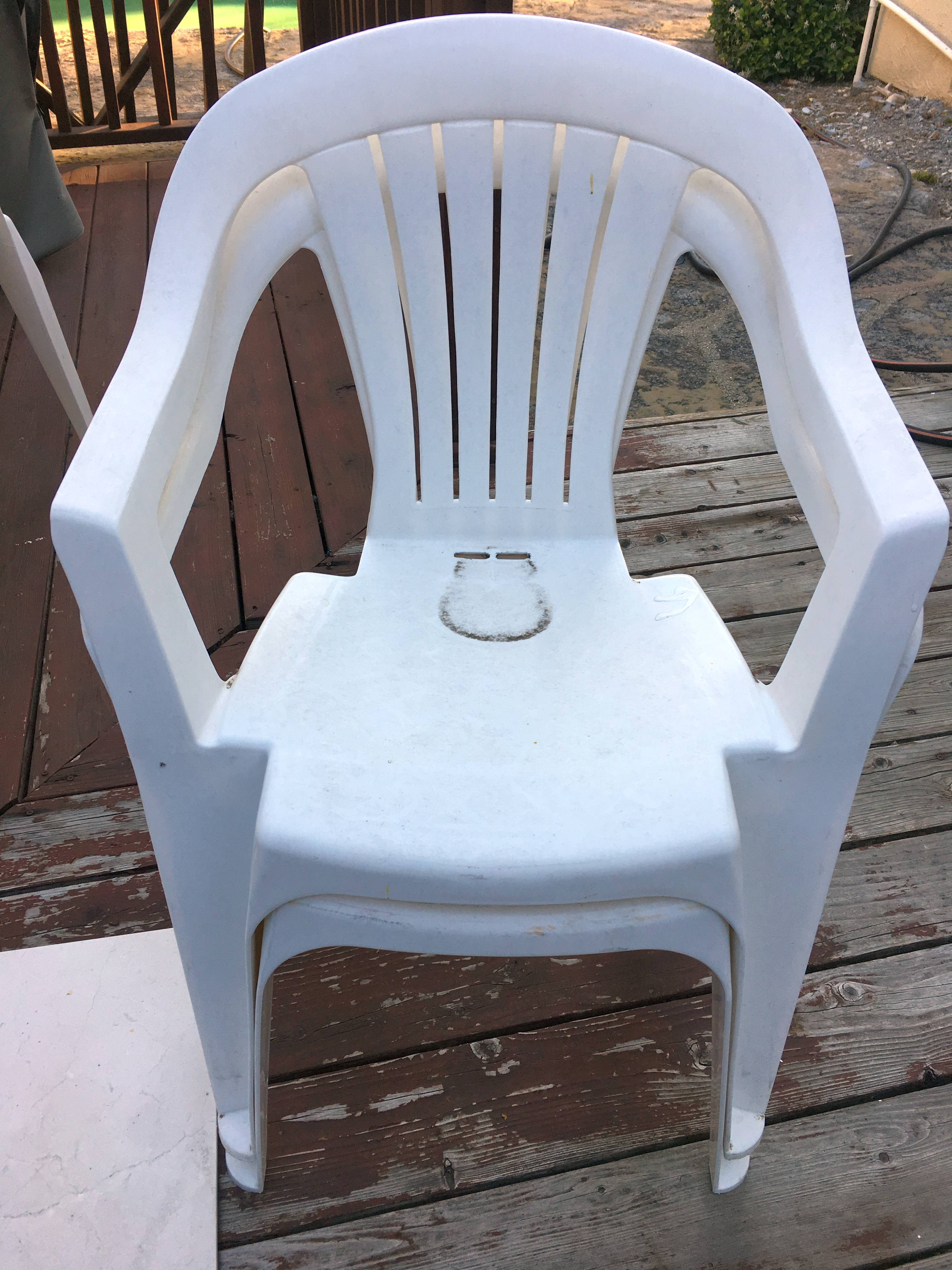
Due monoblocco impilate
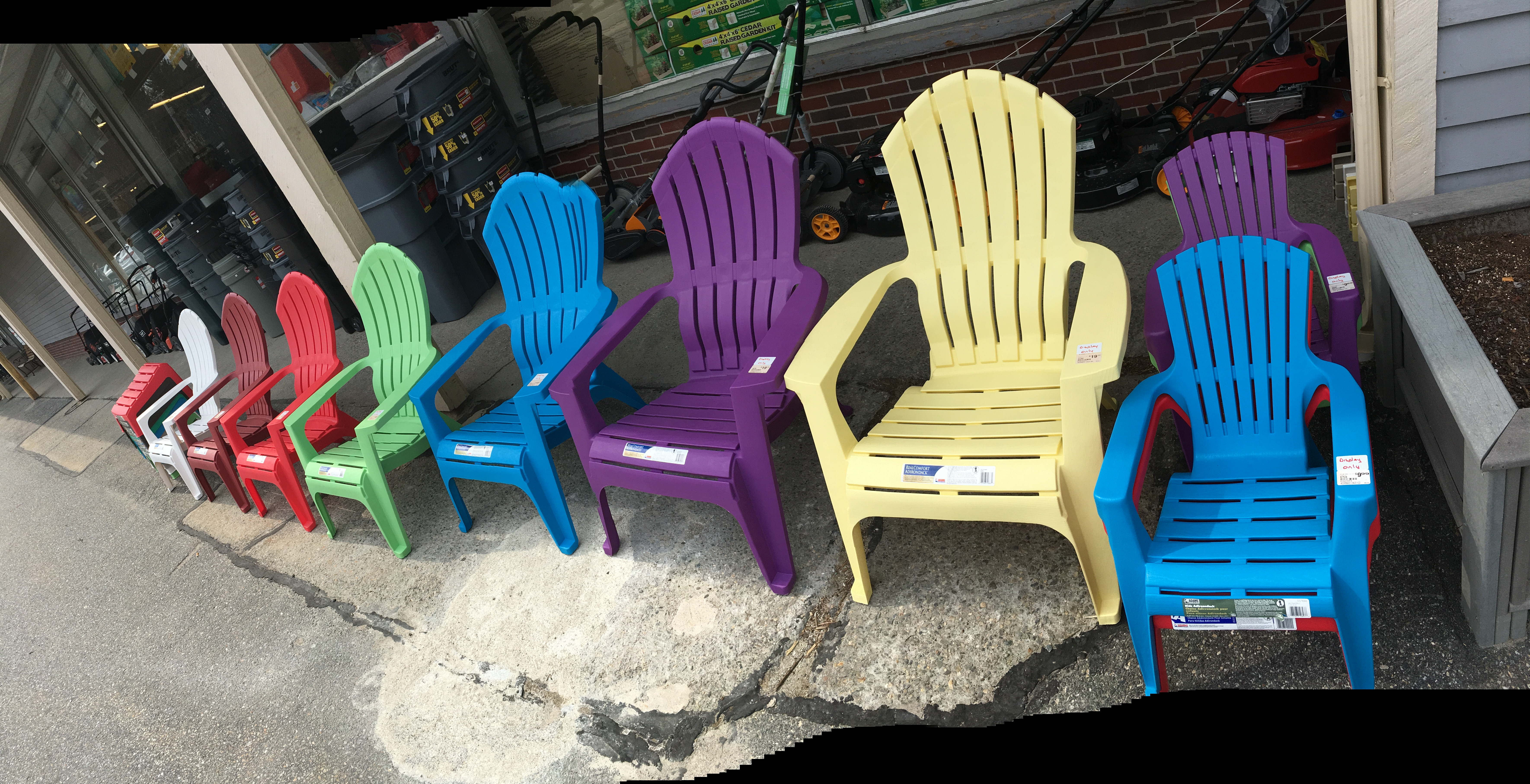
Variante di monoblocco, con la parte superiore ispirata alla sedia Adirondack, in diversi colori
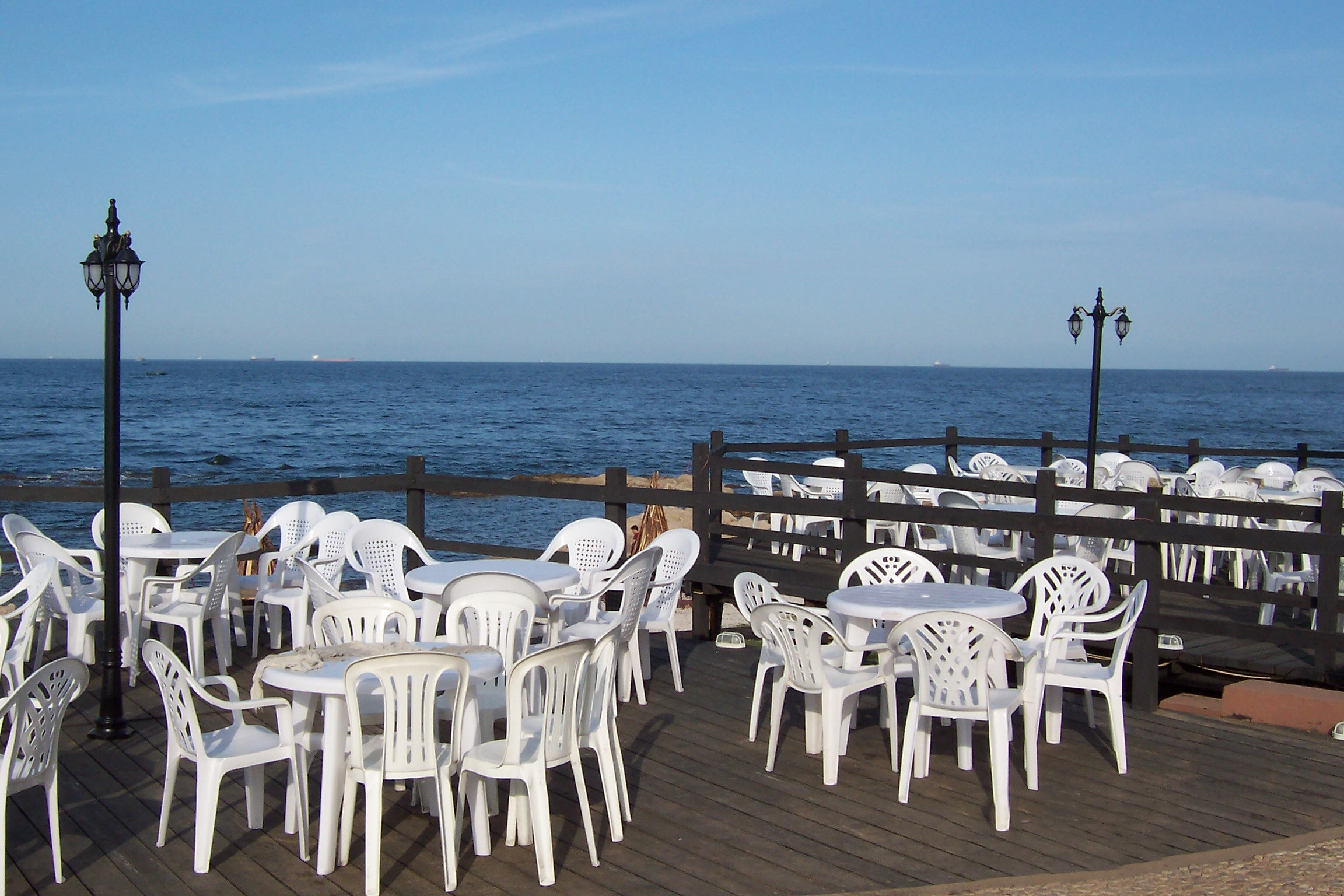
Tre varianti di monoblocco in un contesto all'aperto, marittimo
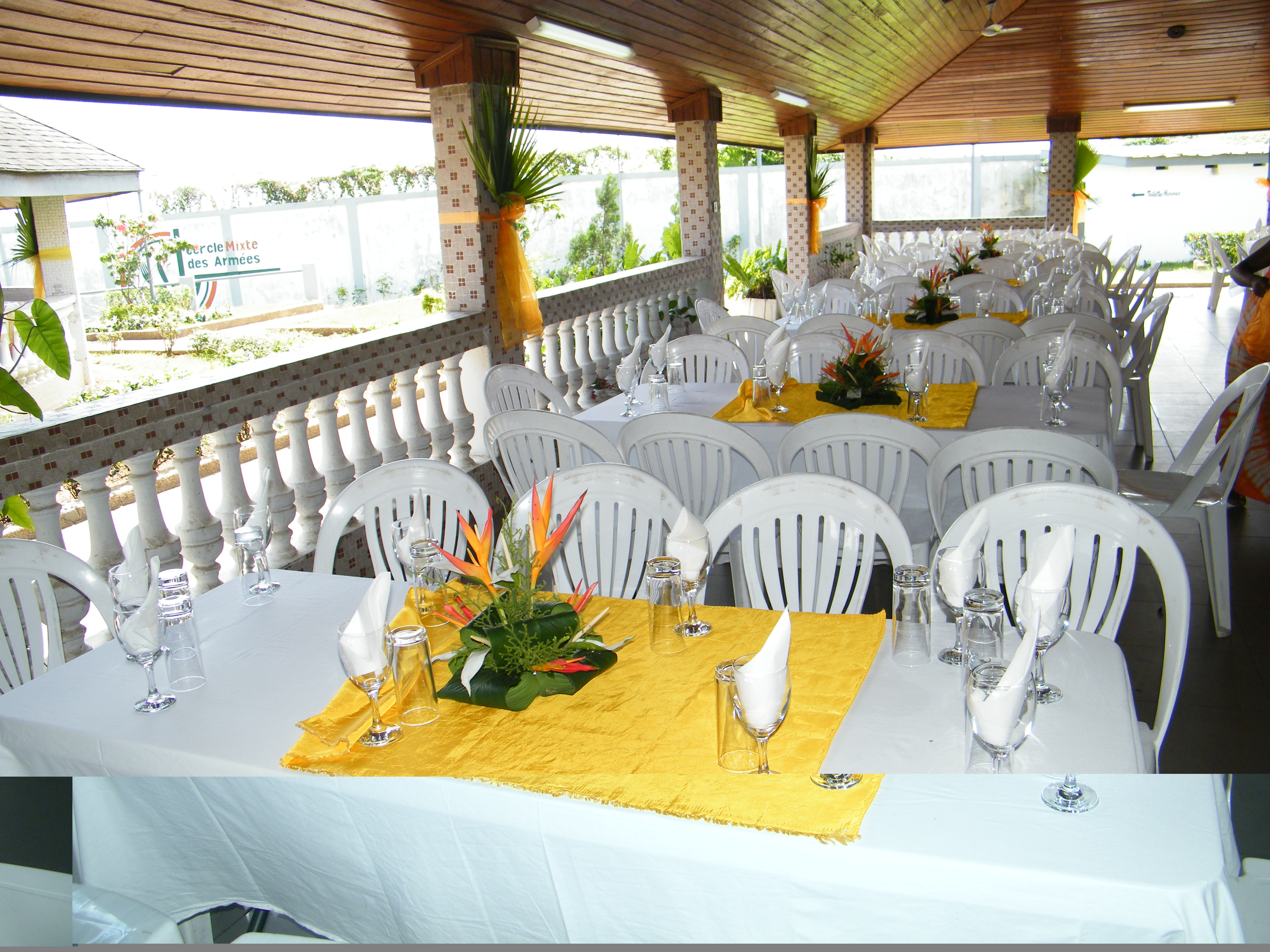
Monoblocco in un contesto semicoperto (ristorazione)
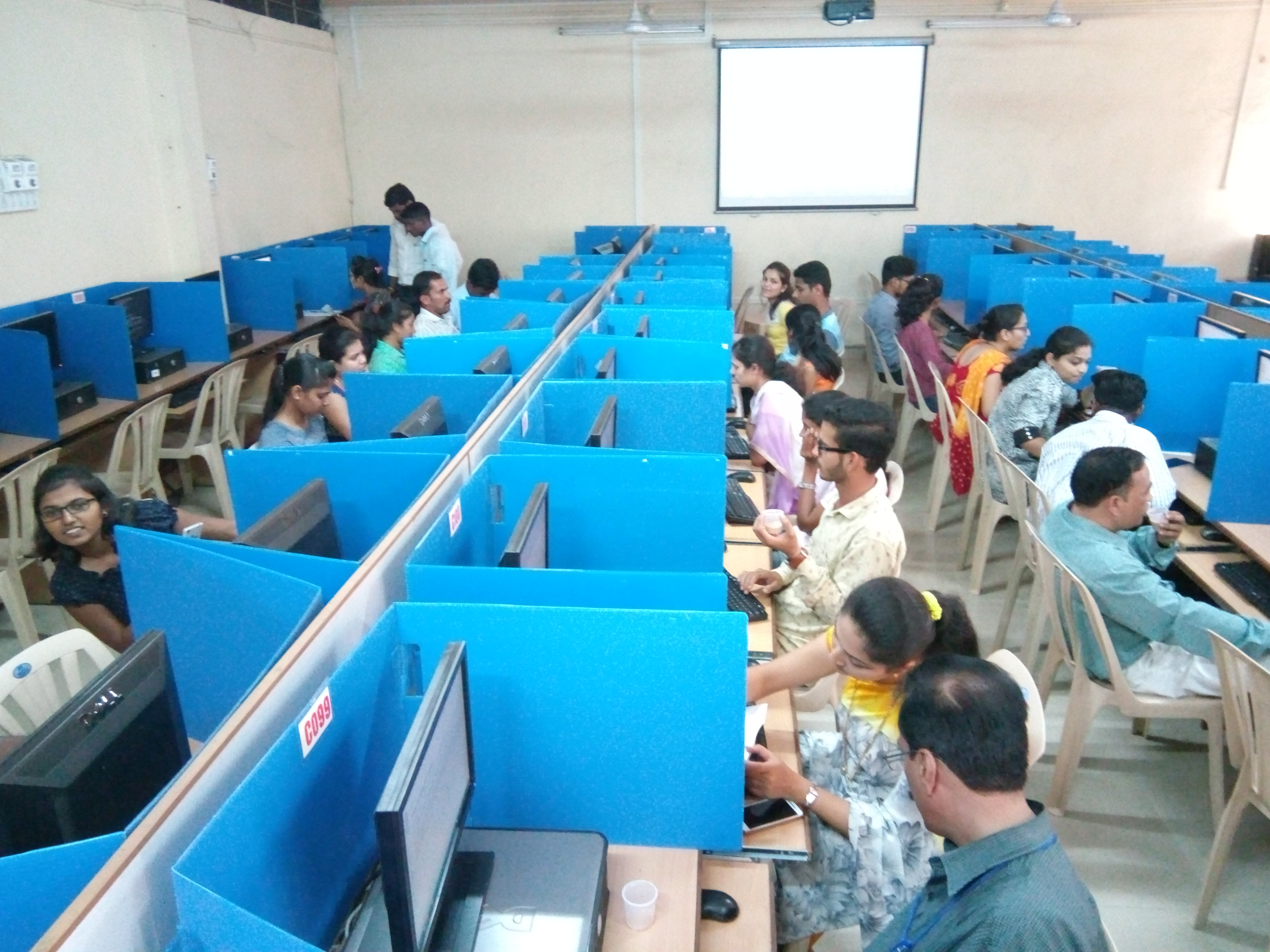
Monoblocco in un contesto coperto (uffici)